# Sigma Ołomuniec
Sportovní klub Sigma Olomouc – czeski klub piłkarski z siedzibą w Ołomuńcu.

## Historia
Klub został założony w 1919 r. jako Hejčín Ołomuniec. Oprócz wsparcia od Morawskich Hut ważnym wzmocnieniem dla klubu był upadek rywala, SK Ołomuniec ASO w roku 1951. Dzięki temu Hejčín zyskał doświadczonych zawodników. W 1955 r. po zdobyciu mistrzostwa regionu awansowali do ligi. W 1966 roku sponsorem został koncern Sigma, co pozwoliło na dalszy rozwój drużyny. Od tego roku klub znany jest jako Sigma Ołomuniec. Dopiero w 1982 r. Sigma awansowała do I ligi. Klub zajął jednak ostatnie miejsce i po roku spadł do II ligi. Ponownie awansował do I ligi w 1984 r., po czym umocnili swoją pozycję w niej utrzymując się przez 30 lat. Klub odnosił sukcesy w europejskich pucharach. W 1992 roku dotarli do ćwierćfinału Pucharu Europy, gdzie ulegli Realowi Madryt, a w 2000 roku dotarli do finału Pucharu Intertoto, w którym przegrali z Udinese Calcio. Największy sukces klubu w kraju to 2 miejsce w sezonie 1995/96. Ponadto klub cztery razy zdobył trzecie miejsce (1990/91, 1991/92, 1997/98, 2000/01). Ponadto w 2011 r. Sigma dotarła do finału Pucharu Czech, gdzie przegrała z Mladą Boleslav. W 2012 Sigma zdobyła Puchar Czech pokonując Spartę Praga. Radość nie trwała długo, gdyż UEFA wykluczyła Sigmę z kwalifikacji do Ligi Europy. Zamiast niej do 3. rundy eliminacyjnej weszła Sparta Praga, a do 2. rundy FK Mladá Boleslav.
Historyczne nazwy
- 1919 – FK Hejčín Olomouc (Fotbalový klub Hejčín Olomouc)
- 1920 – SK Hejčín Olomouc (Sportovní klub Hejčín Olomouc)
- 1947 – Hejčínský SK Banské a Hutní Olomouc (Hejčínský Sportovní klub Banské a Hutní Olomouc)
- 1948 – ZSJ BH Olomouc (Základní sportovní jednota Banské a Hutní Olomouc)
- 1949 – Sokol MŽ Olomouc (Sokol Moravské železárny Olomouc)
- 1952 – Sokol Hanácké železárny Olomouc
- 1953 – DSO Baník MŹ Olomouc (Dobrovolná sportovní organizace Baník Moravské železárny Olomouc)
- 1955 – TJ Spartak MŽ Olomouc (Tělovýchovná jednota Spartak Moravské železárny Olomouc)
- 1960 – TJ MŽ Olomouc (Tělovýchovná jednota Moravské železárny Olomouc)
- 1966 – TJ Sigma MŽ Olomouc (Tělovýchovná jednota Sigma Moravské železárny Olomouc)
- 1979 – TJ Sigma ZTS Olomouc (Tělovýchovná jednota Sigma ZTS Olomouc)
- 1990 – SK Sigma MŽ Olomouc (Sportovní klub Sigma Moravské železárny Olomouc, a.s.)
- 1996 – SK Sigma Olomouc (Sportovní klub Sigma Olomouc, a.s.)

## Herb
Herb klubu powstał w latach 70. i 80. XX wieku, a jego autorem jest Miloš Holec. Barwy niebieski i biały otrzymała od koncernu. Czarna pięcioramienna gwiazda nawiązuje do Hejčína, a pięć pionowych niebieskich pasów symbolizuje awans z I. A klasy (6. poziom rozgrywek piłkarskich w Czechach) do pierwszej ligi.

## Sukcesy
| \| \| Zdobyte trofea w rozgrywkach Czechosłowacji (stan na: 1993) \| |                                                             |      |            |
| Rozgrywki                                                            | Osiągnięcie                                                 | Razy | Sezon(y)   |
| · Mistrzostwo                                                        | I miejsce                                                   | 0    |            |
| · Mistrzostwo                                                        | II miejsce                                                  | 0    |            |
| · Mistrzostwo                                                        | III miejsce                                                 | 2    | 1991, 1992 |
| Czechosłowacja                                                       | Zdobyte trofea w rozgrywkach Czechosłowacji (stan na: 1993) |      |            |

| \| \| Zdobyte trofea w rozgrywkach Czech (stan na: 2022) \| |                                                    |      |                  |
| Rozgrywki                                                   | Osiągnięcie                                        | Razy | Sezon(y)         |
| · Mistrzostwo                                               | I miejsce                                          | 0    |                  |
| · Mistrzostwo                                               | II miejsce                                         | 1    | 1996             |
| · Mistrzostwo                                               | III miejsce                                        | 3    | 1998, 2001, 2004 |
| · Puchar                                                    | zdobywca                                           | 2    | 2012, 2025       |
| · Puchar                                                    | finalista                                          | 1    | 2011             |
| Superpuchar                                                 | zdobywca                                           | 1    | 2012             |
| Superpuchar                                                 | finalista                                          | 0    |                  |
| Czechy                                                      | Zdobyte trofea w rozgrywkach Czech (stan na: 2022) |      |                  |

## Skład na sezon 2022/23
Stan na 23 lutego 2023
| Nr | Poz. | Piłkarz           |
| -- | ---- | ----------------- |
| 1  | BR   | Tomáš Digaňa      |
| 6  | PO   | Jáchym Šíp        |
| 7  | PO   | Radim Breite      |
| 9  | NA   | Pavel Zifčák      |
| 10 | PO   | Filip Zorvan      |
| 11 | PO   | Tomaš Zlatohlávek |
| 13 | NA   | Mojmír Chytil     |
| 14 | NA   | Antonín Růsek     |
| 15 | NA   | Ondřej Zmrzlý     |
| 17 | PO   | David Vaněček     |
| 18 | OB   | Lukáš Vraštil     |
| 20 | OB   | Juraj Chvátal     |
| 21 | OB   | Michal Vepřek     |
| 22 | PO   | Florent Poulolo   |
| 24 | PO   | Matěj Hadaš       |
| 25 | PO   | Denis Ventúra     |

| Nr | Poz. | Piłkarz          |
| -- | ---- | ---------------- |
| 27 | PO   | Jakub Matoušek   |
| 29 | PO   | Patrik Slaměna   |
| 30 | PO   | Jan Navrátil     |
| 31 | BR   | Jakub Trefil     |
| 32 | OB   | Vít Beneš        |
| 33 | BR   | Matúš Macík      |
| 34 | PO   | Lukáš Greššák    |
| 35 | OB   | Jiří Sláma       |
| 37 | PO   | Štěpán Langer    |
| 39 | OB   | Jakub Pokorný    |
| 40 | PO   | Jan Fortelný     |
| 44 | NA   | Jakub Přichystal |
| 77 | PO   | Jan Vodháněl     |
| 91 | BR   | Vilém Fendrich   |
|    | PO   | Dele Israel      |
|    | NA   | Denis Kramář     |
|    | PO   | Martin Pospíšil  |

## Europejskie puchary
Legenda do wszystkich tabel:
- Q – runda eliminacyjna, 1/16, 1/8, 1/4, 1/2 – odpowiednia faza rozgrywek, Grupa – runda grupowa, 1r gr – pierwsza runda grupowa, 2r gr – druga runda grupowa, F – finał, R – runda, PO – play-off
- k. – rzuty karne, los. – losowanie, Dogr. – dogrywka, w. – zasada bramek strzelonych na wyjeździe

| Sezon     | Rozgrywki        | Runda | Przeciwnik            | Dom | Wyjazd | Ogólnie     |
| --------- | ---------------- | ----- | --------------------- | --- | ------ | ----------- |
| 1986/87   | Puchar UEFA      | 1R    | IFK Göteborg          | 1–1 | 0–4    | 1–5         |
| 1991/92   | Puchar UEFA      | 1R    | Bangor                | 3–0 | 3–0    | 6–0         |
| 1991/92   | Puchar UEFA      | 2R    | Torpedo Moskwa        | 2–0 | 0–0    | 2–0         |
| 1991/92   | Puchar UEFA      | 3R    | Hamburger SV          | 4–1 | 2–1    | 6–2         |
| 1991/92   | Puchar UEFA      | 1/4   | Real Madryt           | 1–1 | 0–1    | 1–2         |
| 1992/93   | Puchar UEFA      | 1R    | Universitatea Krajowa | 1–0 | 2–1    | 3–1         |
| 1992/93   | Puchar UEFA      | 2R    | Fenerbahçe SK         | 7–1 | 0–1    | 7–2         |
| 1992/93   | Puchar UEFA      | 3R    | Juventus F.C.         | 1–2 | 0–5    | 1–7         |
| 1996/97   | Puchar UEFA      | 1R    | Hutnik Kraków         | 1–0 | 1–3    | 2–3         |
| 1998/99   | Puchar UEFA      | 2Q    | Kilmarnock            | 2–0 | 2–0    | 4–0         |
| 1998/99   | Puchar UEFA      | 1R    | Olympique Marsylia    | 2–2 | 0–4    | 2–6         |
| 1999/2000 | Puchar UEFA      | Q     | Sheriff Tyraspol      | 0–0 | 1–1    | 1–1, w.     |
| 1999/2000 | Puchar UEFA      | 1R    | Real Mallorca         | 1–3 | 0–0    | 1–3         |
| 2000      | Puchar Intertoto | 1R    | Araks Ararat          | 1–0 | 2–1    | 3–1         |
| 2000      | Puchar Intertoto | 2R    | Wiełbażd Kiustendił   | 8–0 | 0–2    | 8–2         |
| 2000      | Puchar Intertoto | 3R    | Slaven Belupo         | 1–0 | 1–1    | 2–1         |
| 2000      | Puchar Intertoto | 1/2   | Chmel Blšany          | 3–1 | 0–0    | 3–1         |
| 2000      | Puchar Intertoto | F     | Udinese Calcio        | 2–2 | 2–4    | 4–6, Dogr.  |
| 2001/02   | Puchar UEFA      | 1R    | Celta Vigo            | 3–4 | 0–4    | 3–8         |
| 2002/03   | Puchar UEFA      | 1R    | FK Sarajevo           | 2–1 | 1–2    | 3–3, k: 3–5 |
| 2004/05   | Puchar UEFA      | 2Q    | Nistru Otaci          | 4–0 | 2–1    | 6–1         |
| 2004/05   | Puchar UEFA      | 2R    | Real Saragossa        | 2–3 | 0–1    | 2–4         |
| 2005      | Puchar Intertoto | 2R    | Pogoń Szczecin        | 1–0 | 0–0    | 1–0         |
| 2005      | Puchar Intertoto | 3R    | Borussia Dortmund     | 0–0 | 1–1    | 1–1, w.     |
| 2005      | Puchar Intertoto | 1/2   | Hamburger SV          | 0–1 | 0–3    | 0–4         |
| 2009/10   | Liga Europy      | 2Q    | Fram                  | 1–1 | 2–0    | 3–1         |
| 2009/10   | Liga Europy      | 3Q    | Aberdeen              | 3–0 | 5–1    | 8–1         |
| 2009/10   | Liga Europy      | PO    | Everton               | 1–1 | 0–4    | 1–5         |
| 2018/19   | Liga Europy      | 3Q    | Kajrat Ałmaty         | 2–0 | 2–1    | 4–1         |
| 2018/19   | Liga Europy      | PO    | Sevilla FC            | 0–1 | 0–3    | 0–4         |
| 2025/26   | Liga Europy      | PO    | Malmö FF              | –   | –      | –           |